# 1888 aux États-Unis
Pour des articles plus généraux, voir Chronologie des États-Unis et 1888.
Chronologie des États-Unis
- 1884
- 1885
- 1886
- 1887
- 1888
- 1889
- 1890
- 1891
- 1892

Cette page concerne des événements d'actualité qui se sont produits durant l'année 1888 du calendrier grégorien aux États-Unis.

## Événements
.

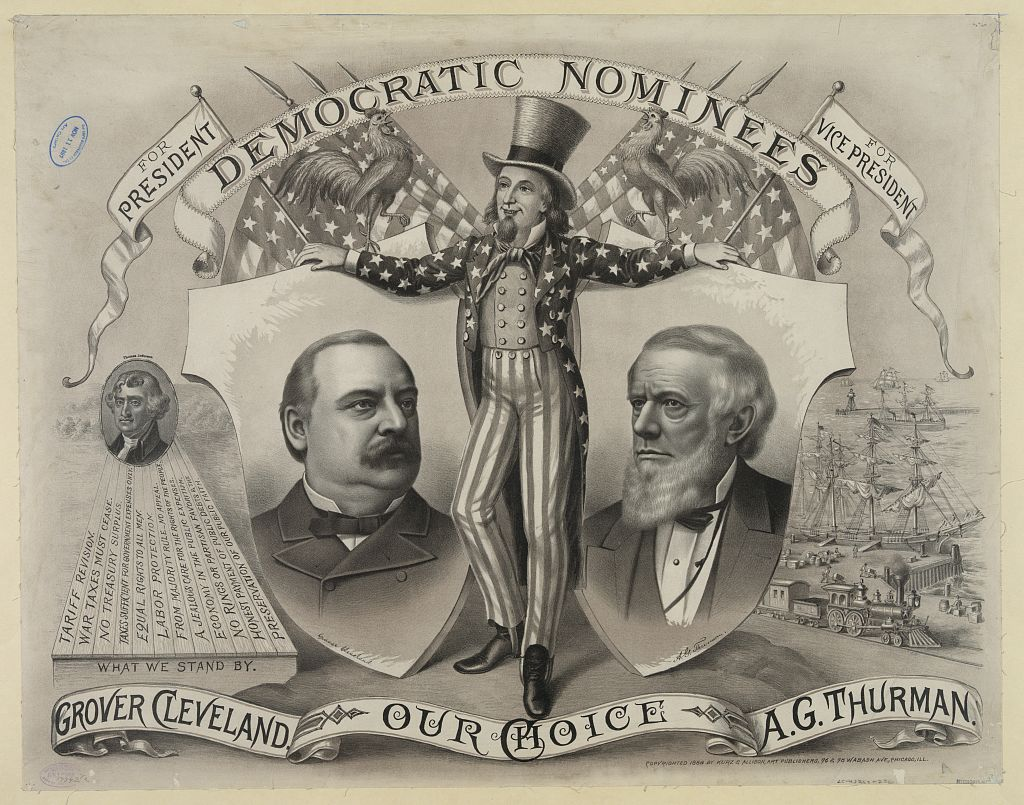
Campagne électorale : Affiche en faveur de Cleveland

- 11 - 14 mars : le Grand blizzard de 1888 paralyse la côte atlantique des États-Unis et du Canada.
- 13 juin : le Congrès des États-Unis crée un Bureau national du travail, à la suite des grandes grèves de 1886. Il dépend du ministre de l’Intérieur et deviendra un ministère à part entière en 1913.
- 25 juin : la Convention républicaine, réunie à Chicago (Illinois) choisit Benjamin Harrison comme candidat du Parti républicain pour l'élection présidentielle de novembre.
- 1er octobre : Scott Act[1] - Le Congrès des États-Unis vote une loi interdisant l’immigration chinoise aux États-Unis. À ceux qui contestent la validité de cette loi en contradiction avec le traité sino-américain de 1868 (les Chinois avaient obtenu des conditions d’immigration similaires à celles des Irlandais ou des Allemands), la Cour suprême oppose le principe selon lequel le droit d’écarter du pays des étrangers est un attribut de la souveraineté qui ne peut être cédé par aucun traité.
- 6 novembre : à la surprise générale, Grover Cleveland est battu par le républicain Benjamin Harrison lors des présidentielles aux États-Unis. L’échec de Cleveland s’explique par plusieurs raisons : il n’a pas su faire appliquer la loi fédérale sur les tarifs de fret de chemins de fer, il s’est opposé à la puissance financière des trusts et s’est aliéné les suffrages des vétérans de la guerre civile.